# Parlamentswahl in Ägypten 1995
Parlamentswahlen wurden in Ägypten am 29. November 1995 in zwei Runden abgehalten.
Die zweite Runde fand am 6. Dezember 1995 für die restlichen 168 Sitze in der Ägyptischen Volksversammlung statt.
Das Ergebnis war ein Sieg für die regierende Nationaldemokratische Partei (NDP), welche insgesamt 318 der 454 Sitze gewann. Nach dieser Wahl traten 99 der 112 unabhängigen Parlamentsabgeordneten der NDP bei. Die Wahlbeteiligung lag mit 10.072.017 Wählern bei 47,99 %. 259.075 Stimmzettel waren ungültig oder leer.

## Ergebnisse
| Partei                                    | Anteil  | Sitze | +/- |
| ----------------------------------------- | ------- | ----- | --- |
| Nationaldemokratische Partei              | 70,0 %  | 318   | −30 |
| Unabhängige                               | 24,7 %  | 112   | +29 |
| Neue Wafd-Partei                          | 1,3 %   | 6     | Neu |
| National-Progressive Unionistische Partei | 1,1 %   | 5     | −1  |
| Nasseristische Partei                     | 0,2 %   | 1     | Neu |
| Sozialistische Arbeitspartei              | 0,2 %   | 1     | Neu |
| Sozialistische Liberale Partei            | 0,2 %   | 1     | Neu |
| Präsidentiell Ernannte                    | 2,2 %   | 10    | 0   |
| Gesamt                                    | 100,0 % | 454   | 0   |